# Chiesa di Santa Lucia (Cermignano)
La chiesa di Santa Lucia  è il principale luogo di culto di Cermignano, in provincia di Teramo ed è dedicata a santa Lucia.

## Descrizione

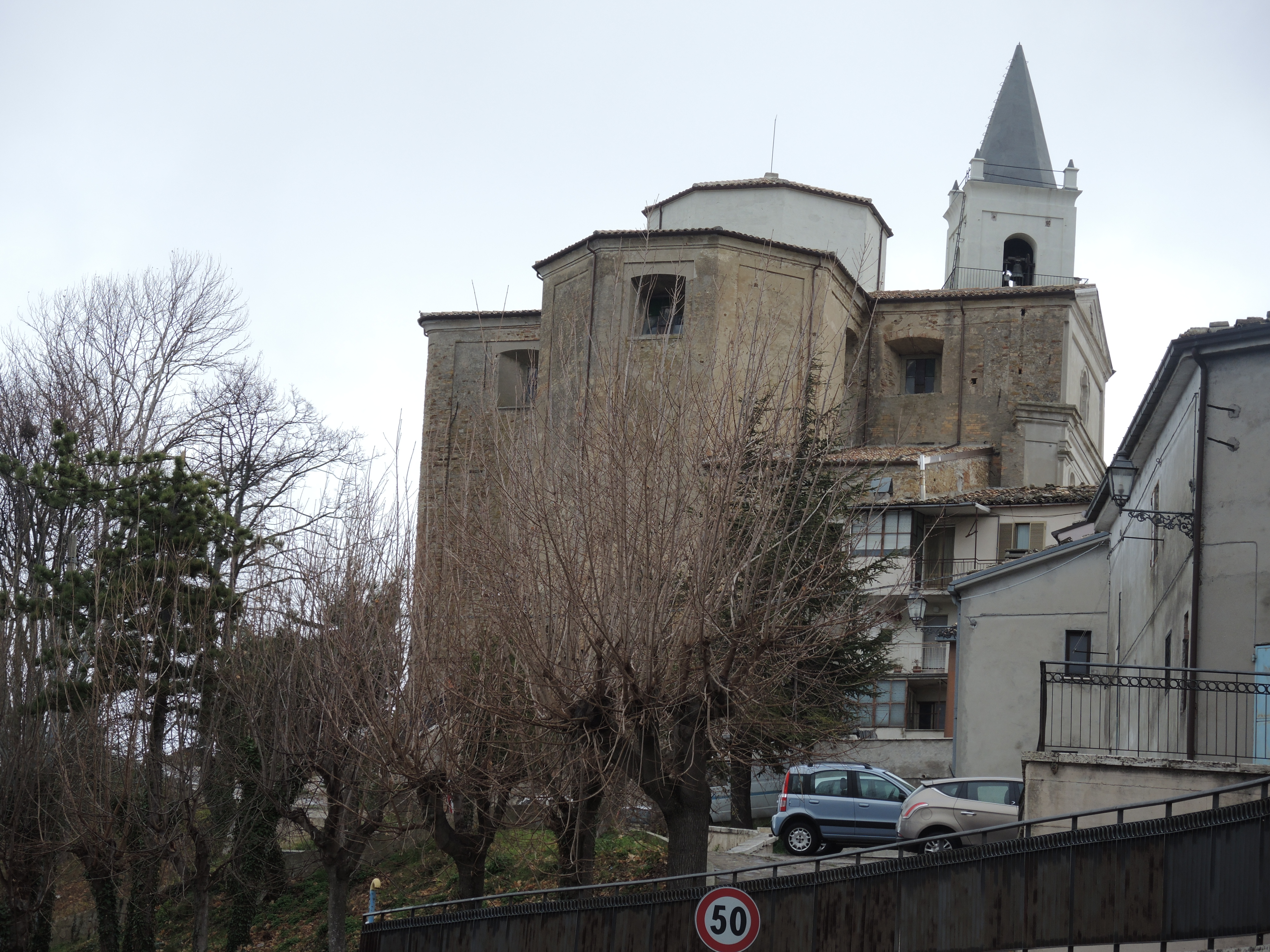
Abside

La chiesa è stata costruita sul finire del Settecento sul modello della basilica al posto di una precedente distrutta chiesa. Il progetto è di Giovanni Antonio Fontana di Penne. L'impianto è a croce latina con i braccio del transetto sporgenti, l'abside poligonale con contrafforti, una cupola all'altezza del presbiterio. 
La facciata è a timpano triangolare, ornata da un cornicione, un oculo centrale, un portale semplice, alle due estremità assume una connotazione convessa per avere maggior movimento all'architettura. Il campanile è una robusta torre con orologio pubblico e cuspide piramidale.
L'interno è a navata unica, con cappelle laterali caratterizzate da paraste e un ricco impaginato a stucchi settecenteschi. Vi sono le statue di Santa Lucia vergine, il gruppo dell'Addolorata e del Cristo morto.
Vi sono le tele del "Compianto su Cristo morto", anonimo, un Compianto  di Giovan Battista Spinelli di Chieti, una Adorazione dei pastori di Giuseppe Prepositi nativo di Atri, morto nel 1790, una Adorazione  dei Magi, un ovale con la tela di Sant'Emidio vescovo che protegge dal terremoto (XVIII sec.), tutte del Prepositi, un "Transito di San Giuseppe", un tondo dell'"Ecce homo" di Giovan Battista Caracciolo. Infine una tela della Madonna del Rosario tra angeli con in alto Dio Padre, non firmata ma attribuita a Vincenzo Ronzi di Penne, che ne rifece altre copie per le chiese di Pianella (Cerratina) e Castel Frentano.
La chiesa è stata restaurata nel 1985.